# Jesus-Christus-Kirche (Hartberg)

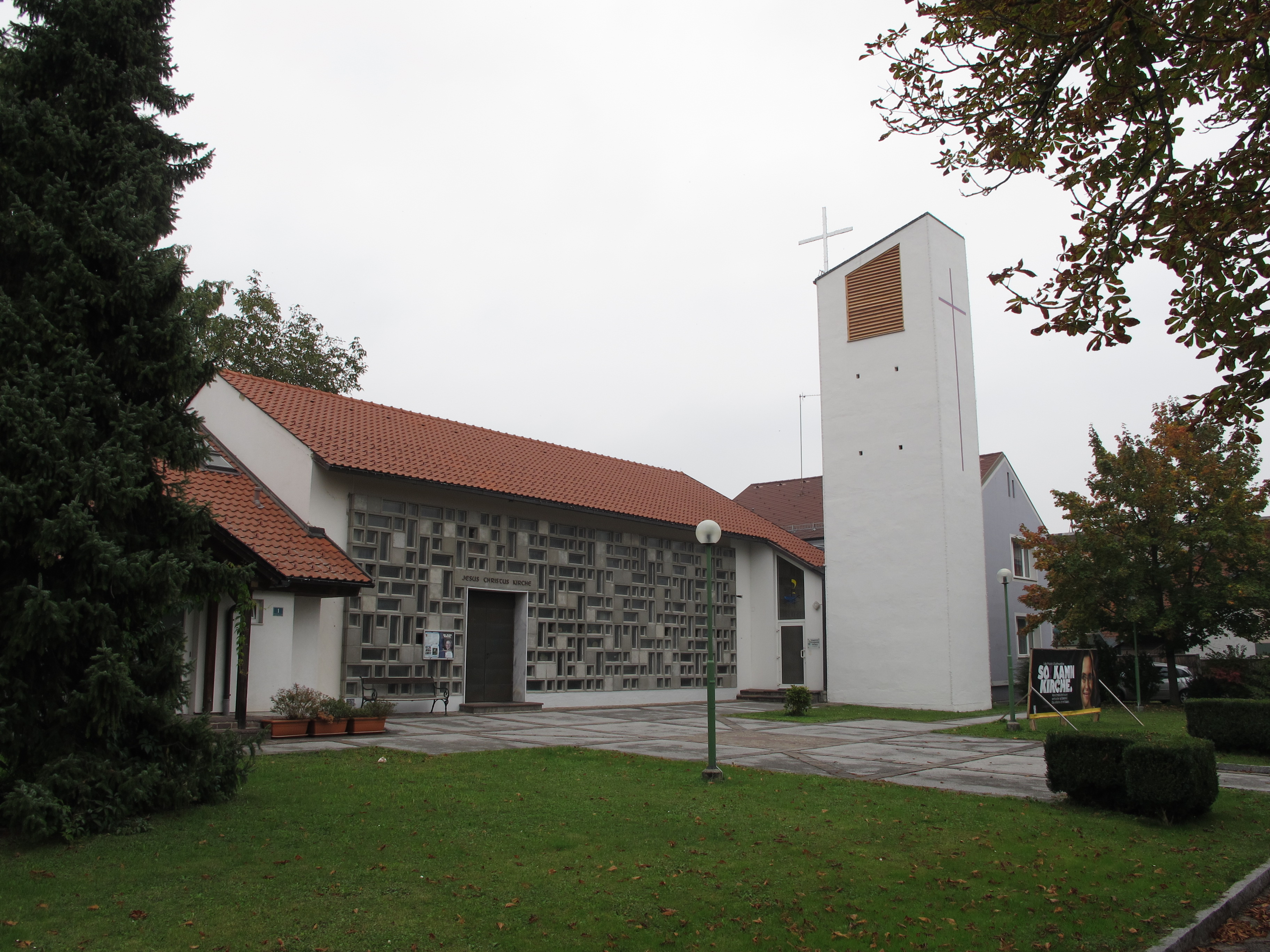
Jesus-Christus-Kirche Hartberg

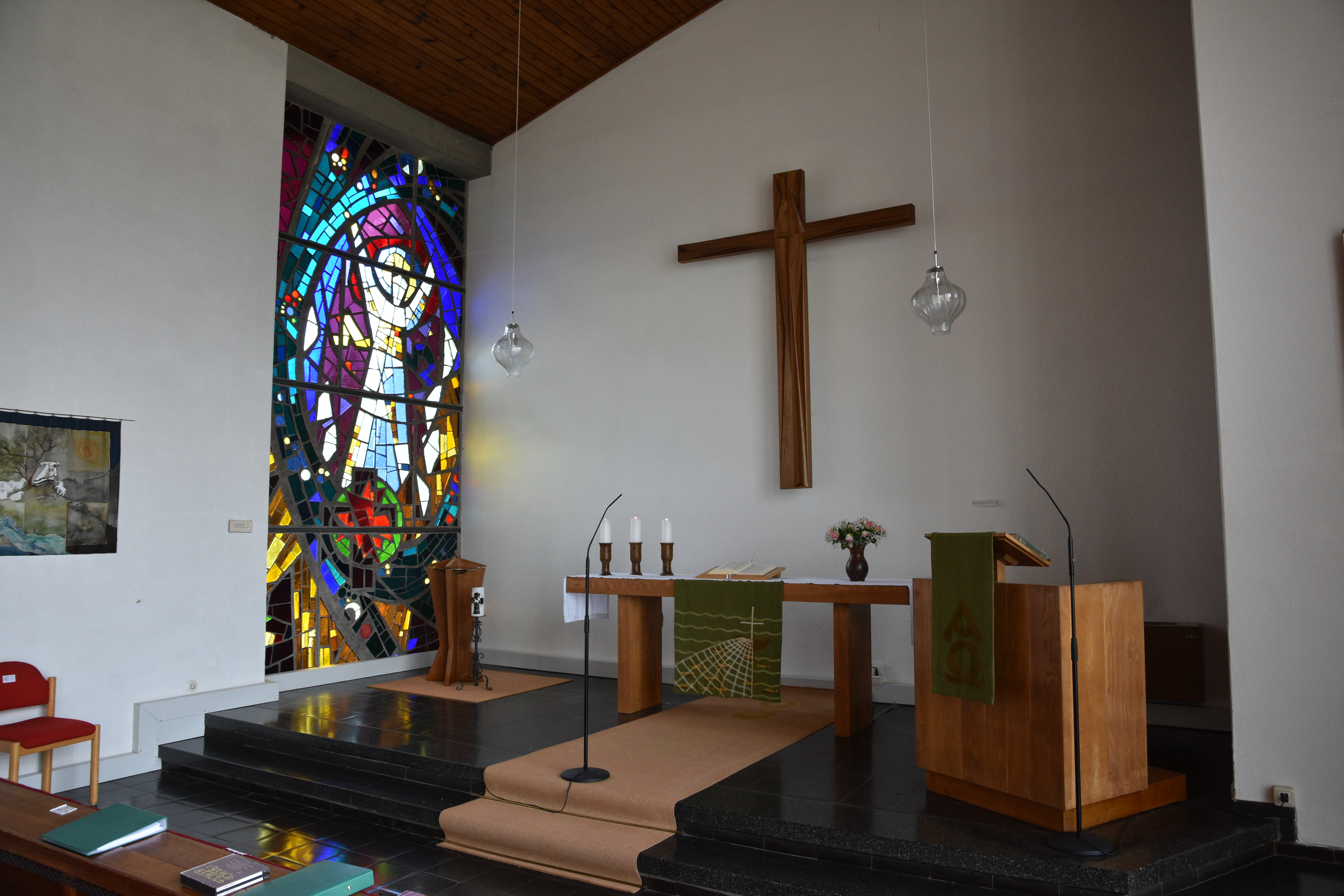
Innenansicht der Jesus-Christus-Kirche Hartberg

Die Jesus-Christus-Kirche ist die evangelische Gemeindekirche von Hartberg in der Steiermark. Sie gehört der Evangelischen Superintendentur A. B. Steiermark an.

## Geschichte
Die Anfänge einer evangelischen Gemeinde in Hartberg kamen 1600 mit der Gegenreformation zu ihrem Ende. Erst im Verlauf des 19. Jahrhunderts kam es in Hartberg durch Zuwanderung aus Westungarn zu einem Anstieg von Protestanten, so dass 1880 im Bezirk 80 evangelische Bewohner gezählt wurden, die zum Pfarrsprengel der Heilandskirche Graz gehörten. Am 25. Mai 1902 wurde in Hartberg der erste evangelische Gottesdienst in einem Wohnhaus gefeiert, später wurde ein Saal im Hotel zur Post angemietet. Betreut wurde die Predigstelle Hartberg durch die neugegründete Gemeinde der Heilandskirche in Fürstenfeld. Im August 1946 kam es zur Errichtung einer Pfarrvikarstelle für Hartberg, die am 1. Juli 1948 zu einer selbständigen Pfarrgemeinde ernannt wurde; als Predigtstationen wurden ihr 1950 Friedberg, Vorau und Pöllau zugeordnet.
Die finanzielle Unterstützung des Lutherischen Nationalkomitees und des Gustav-Adolf-Vereins Hauptvereines ermöglichten 1949 den Ankauf eines Kirchenbaugrundes in der Nachbarschaft des bestehenden Bethauses, das um 1960 beim Bau der neuen Wechselbundesstraße gegen ein größeres getauscht werden konnte. 1961 wurde dann nach Plänen der Architektin Waltraud Kolb mit dem Bau der Kirche begonnen, die 1964 eingeweiht werden konnte.

## Architektur
Die Hartberger Jesus-Christus-Kirche ist ein einfaches hausartiges Bauwerk, dessen Südfassade in Anlehnung an den Architekturstil des Brutalismus in kastenförmigem Betonmaßwerk aufgelöst ist. In betontem Gegensatz dazu steht der massive, bis auf die obere Schallöffnung geschlossene Glockenturm.
Der Kirchenraum stellt einen übersichtlichen Kastenraum mit gefalteter Holzdecke dar. Die Altarzone empfängt zusätzliches seitliches Licht durch ein von August Raidl in Graz entworfenes, über die gesamte Raumhöhe reichendes Glasfenster, das in kräftiger Farbgebung den auferstandenen Christus als Weltenherrscher zeigt. Die ungegliederte Altarwand zeigt ein schlichtes, auf geometrische Formen reduziertes Holzkreuz des Bildhauers Erich Unterweger.